# Cattive intenzioni
Cattive intenzioni (Den onde viljen) è un romanzo poliziesco della scrittrice norvegese Karin Fossum, il nono volume della serie dedicata al commissario Konrad Sejer.
Il libro è stato tradotto in svedese, tedesco, inglese, danese, spagnolo, oltre che in italiano e altre lingue.

## Trama
È la sera di venerdì 13 settembre: Axel e Philip sono andati alla clinica in cui è ricoverato il loro amico Jon e lo hanno portato in gita in montagna. La dottoressa di Jon ha caldeggiato questa uscita, perché ritiene che il giovane debba reagire al suo stato perennemente ansioso, distraendosi con gli amici. Axel ha proposto un giro in barca sul lago vicino, considerando la placidità del paesaggio illuminato dal plenilunio. Ma quando i tre sono al largo, Jon si alza d'improvviso e si lascia cadere in acqua, per non riapparire più. Philip vorrebbe soccorrerlo, ma Axel lo dissuade, dicendo che non sarebbe stato possibile salvare l'amico, dato che tutti indossano abiti piuttosto pesanti che, impregnatisi in fretta, porterebbero a morte sicura anche il soccorritore. Philip fa sempre quello che vuole Axel, il quale, al ritorno a casa, dichiara di non voler chiamare soccorsi prima dell'indomani. Inoltre Axel pretende che si dica che loro due dormivano quando Jon è uscito (da solo) e si è tolto la vita. Debole nella volontà, Philip asseconda l'amico e, come unica affermazione di sé, il giorno dopo trova un gattino minuscolo, che ha perso madre e fratelli, e se lo porta a casa.
Il commissario Sejer inizia un'indagine il cui esito sembra prevedibile; andato alla casa di cura, incontra Hanna Wigert, la psichiatra di Jon, e Molly, una ragazza ancor giovanissima, che gli era diventata amica. I sospetti cominciano ad apparire da questi incontri: Jon non aveva tendenze suicide ed aveva promesso a Molly che sarebbe tornato. Anche Philip e Axel vanno all'ospedale per ritirare gli effetti personali di Jon e portarli alla madre. Nella circostanza i due tentano di avvicinare Molly, ma ottengono solo l'ostilità di Confetto, cagnolino da cui la ragazza non si separa mai. Al funerale, dove è comparso persino il padre italiano di Jon (un ometto notevole per la piccola statura e l'esilità), Axel incanta tutti con il suo discorso di commiato, ma la cerimonia si trasforma in una tragica parodia quando il cane Confetto azzanna il polpaccio di Philip, primo portatore della bara. L'insistenza del piccolo cane è tale che Philip si sbilancia, e tutti i portatori non possono più trattenere la cassa, che cade al suolo scheggiandosi.
Dopo la sepoltura di Jon, Axel e Philip vengono a sapere che l'amico ha lasciato un diario. Axel vorrebbe recuperarlo, temendo ciò che Jon potrebbe aver scritto. Il diario però è già stato consegnato a Sejer e i piani di Axel vanno in fumo. A breve distanza di tempo, emerge in un altro laghetto un cadavere, che viene identificato subito: si tratta di un ragazzo vietnamita di diciassette anni, scomparso il 19 dicembre dell'anno precedente, Kim Van Chau. Kim si era recato a una festa con qualche amica e si era ubriacato, come quasi tutti i partecipanti, poi, rimasto senza un passaggio, la proprietaria della casa Irene Selmer aveva chiesto ad Axel di riportarlo, perché non voleva tenerlo fino al mattino. Axel aveva acconsentito di malavoglia perché non lo conosceva, ma poi aveva ceduto alle preghiere di Jon e Philip. Erano stati gli ultimi a vederlo e, nell'inchiesta seguita alla sparizione, erano stati più volte interrogati. Ora, la morte di Jon rimetteva in discussione le deposizioni lasciate dai tre, un rimorso sconosciuto lo aveva spinto al suicidio. Ma gli eventi successivi rischiano di impedire a Sejer di svelare il mistero.
Philip riceve una lettera anonima e si spaventa, Axel invece lo convince ad assentarsi per qualche giorno. Philip, sempre più dipendente dalla droga, si convince che l'amico lo voglia togliere di mezzo e si procura dalla madre la pistola del defunto padre. Riceve anche un altro ricordo, una nave di vetro piena di cognac. Il suo terrore aumenta quando apprende che l'auto di Axel è stata sequestrata dalla polizia per indagini ulteriori. I due, ormai non più amici, passano una notte tormentata e Philip, appena torna a casa, comincia a scrivere una confessione. Lo sorprende Axel: gli strappa di mano lo scritto, lo deride, prende il gattino, lo getta dalla finestra; infine si accorge del cognac nella nave e lo beve tutto. Ma la bevanda era colma di droga. Axel stramazza al suolo e Philip, recuperato il micetto morto, si reca alla polizia dove confessa tutto. Il piccolo Kim era morto nel bagagliaio dell'auto di Axel, perché questi non voleva sporcare i sedili, in caso di vomito o altro. Quando i tre avevano scoperto la cosa, Axel aveva imposto di nascondere il cadavere sotto alcuni cespugli coperti di neve in riva al laghetto, sicuro che al disgelo, la salma sarebbe caduta in acqua. Philip, incarcerato per le omissioni di soccorso, pur soffrendo per l'astinenza dalla droga, si calma guardando dalla finestra alcune placide mucche.

## Personaggi
- Commissario Konrad Sejer, della Squadra omicidi, polizia di Oslo. Rimasto vedovo, ha una figlia e un nipotino.
- agente Jacob Skarre, sottoposto di Sejer, ha fatto moltissimi mestieri e è una miniera di conoscenze.
- Jon Moreno, 25 anni, ricoverato in clinica per malattie mentali a causa di un grave disturbo depressivo.
- Ingerid Moreno, madre di Jon.
- Tony Moreno, padre di Jon, separatosi dalla madre, è tornato in Italia, suo paese d'origine.
- Axel Frimann, amico e coetaneo di Jon, ha successo nella pubblicità e impone sempre la sua volontà, manipolando gli altri.
- Philip Reilly, altro amico e coetaneo di Jon; si droga con il GHB, lavora come barelliere e adotta un gattino. Allevato da una madre rimasta vedova, legge in continuazione il Corano.
- Hanna Wigert, psichiatra che cura Jon.
- Molly Gram, 17 anni circa, è ricoverata con Jon e ha fatto amicizia con lui.
- Confetto, cagnolino di Molly, dalla quale non si separa mai: è un West Highland terrier.
- Kim Van Chau, adolescente vietnamita.
- Yoo Van Chau, mamma di Kim, rimasta vedova.
- Irene Selmer, giovane proprietaria di un appartamento in cui è stata data una festa.
- Hermansen, guardia carceraria piuttosto anziana.

## Edizioni in italiano
- Karin Fossum, Cattive intenzioni, traduzione di Margherita Podesta, Milano: Sperling & Kupfer, 2012